# Зело (архаичная буква кириллицы)
Ꙃ, ꙃ (архаичное зело, в Юникоде называется дзело) — буква исторической кириллицы, устаревшая форма буквы Ѕ (зело), ныне нигде не употребляемая. Выглядит как перечёркнутая архаичная земля (Ѕ-образная форма — более современная). В кириллице занимала 8-ю позицию и имела числовое значение 6, хотя для обозначения чисел почти никогда не использовалась.

## История
Использовалась в древнейших рукописях XI века, таких как Саввина книга, Остромирово Евангелие, листки Ундольского, Супрасльская рукопись, изборник Святослава 1073 года, однако Ѕ-образная форма (в том числе в зеркальном виде) в них уже применялась, хоть и лишь для записи числа 6. Но уже в XII веке Ѕ-образная форма начинает использоваться и в буквенном значении (соответствовавшем аффрикате дз) — например, в Погодинской псалтыри, Слепченском апостоле, Охридском апостоле. Вскоре она полностью вытесняет Ꙃ-образную форму.
Имела два основных графических варианта: с короткой горизонтальной чертой, выступающей только с правой стороны буквы, и с длинной, пересекающей её всю. Первый вариант является более распространённым и встречается, в частности, в Хиландарских листках, Болонской псалтыри, Погодинской псалтыри, Охридском апостоле, Боянском Евангелии, Григоровичевом паримейнике, Евангелии Сречковича и многих других. Второй вариант используется в листках Ундольского, Мирославовом Евангелии, Слепченском апостоле, поучениях Константина Болгарского, хронике Георгия Амартола и некоторых других. Подобная форма применяется в Добриловом Евангелии и Путнанском Евангелии, но, по-видимому, в них перечёркивание выполняет роль орнамента, так как встречается и у других букв.